# Communauté de méditation Tergar

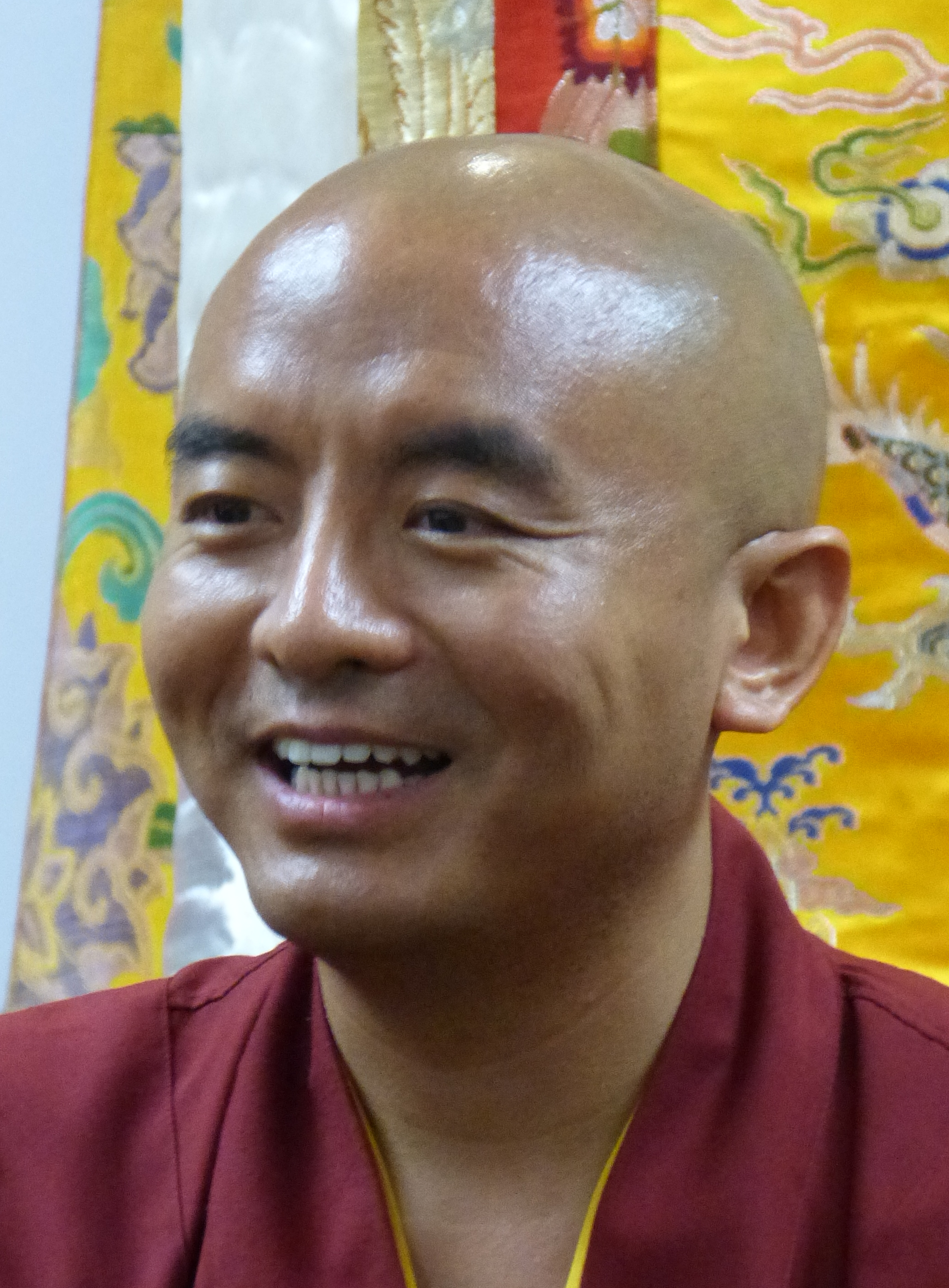
Yongey Mingyour Rinpotché, maitre tibétain suivi par la communauté de méditation Tergar

La communauté de méditation Tergar (en tibétain, གཏེར་སྒར་ gter sgar signifie «camp du révélateur de trésor ») est une communauté de méditation bouddhiste rassemblée autour du maitre de méditation Yongey Mingyour Rinpotché, des lignées Nyingma et Karma kagyü du bouddhisme tibétain, lequel a également publié plusieurs ouvrages, concernant les enseignements qu’il confère.

## Création
En 2003, Tim Olmsted, ancien étudiant de Tulkou Ourgyen Rinpotché (père de Yongey Mingyour Rinpotché), crée la Fondation Yongey. Elle a pour buts de soutenir et faire la promotion des activités de Mingyour Rinpotché en Occident, ainsi que du monastère Tergar à Bodh Gaya (Bihar, Inde) depuis 2006. Edwin Kelley a aidé à la mise en place de Tergar International en 2009 pour soutenir la communauté de méditation à travers le monde.

## Lignée

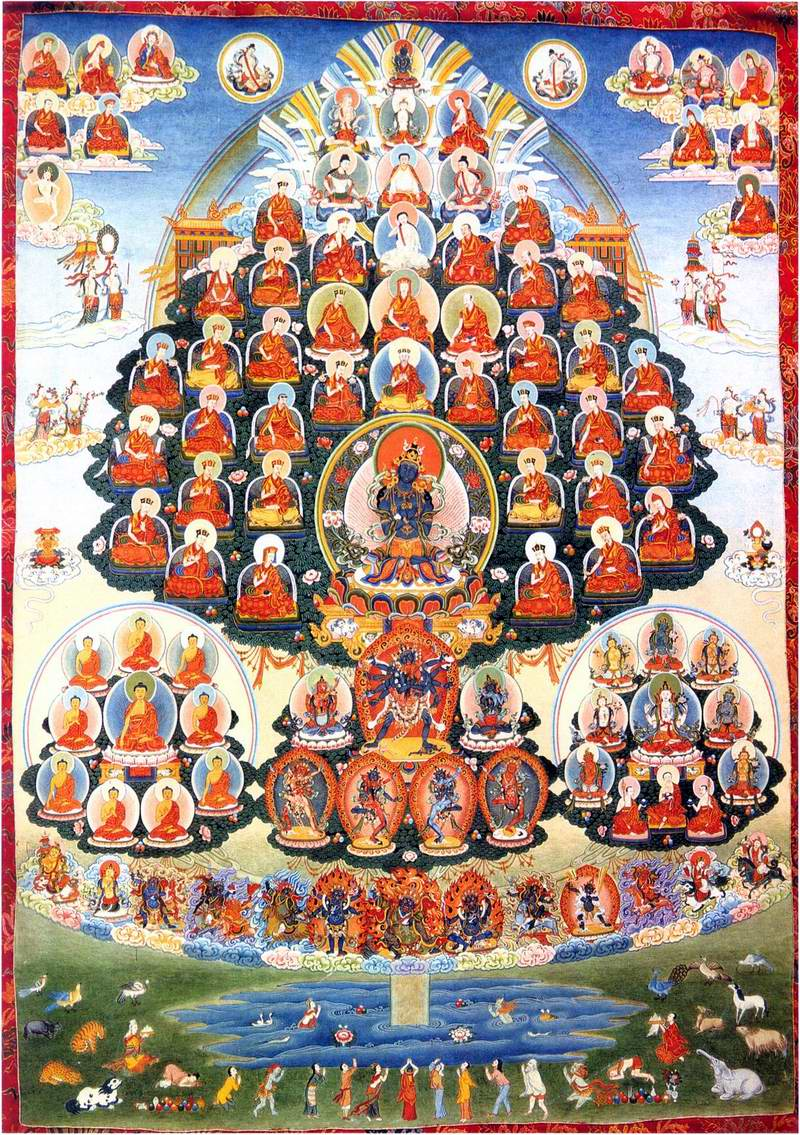
La lignée Karma kagyü symbolisée dans son arbre de refuge

La lignée Tergar provient en grande partie de la lignée bouddhiste tibétaine Karma kagyü et, dans une moindre mesure, de la lignée Nyingma,. Le mot tibétain « Ter », trésor, fait référence aux pratiques et à la sagesse pour obtenir notre plus grand potentiel, soulager la souffrance et atteindre l’Éveil. Quant à lui, « Gar » signifie camp. Ainsi, « Tergar » est alors le lieu où les gens se rassemblent pour permettre la transformation. 

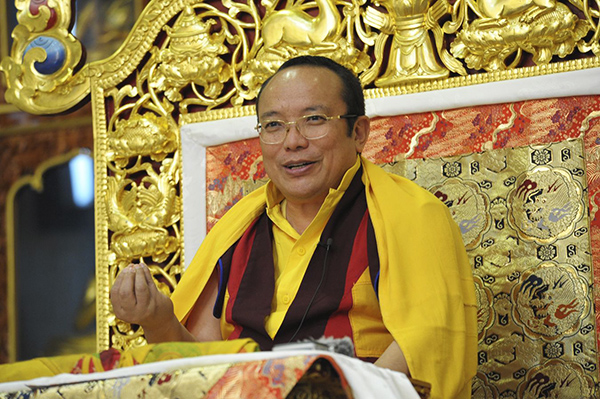
L’actuel 12e Taï Sitou Rinpotché

La lignée Karma kagyü a été transmise par les Karmapas, les Taï Sitou Rinpotchés et les incarnations précédentes de Mingyour Rinpotché. La lignée Nyingma a été transmise au travers des trésors spirituels d’enseignement (termas) des maitres kagyü et nyingma. 
La première école de la lignée Tergar a commencé à la fin du XVIIe siècle avec le Ier Mingyour Rinpotché, un yogi errant, et ses deux fils qui étaient des tülkous. Ils se sont réunissaient au départ dans la tente d’un camp (« gar ») puis dans un monastère qu’ils ont construit, Tergar Rigdzin Katcholing, dans le Tibet oriental, près de Dergué. Ses fils dirigeaient le monastère et le Ier Mingyour Rinpotché voyageait et donnait des enseignements sur les termas kagyü : Pema Benza, Dordjé Drolö et la Pratique de longévité de l’union de la sagesse et de la méthode. Ces termas ont été détenus et transmis par des incarnations de Taï Sitou Rinpotché et du Karmapa. Les textes tibétains ont été détruits par le gouvernement chinois, de sorte que l’histoire des débuts de la lignée Tergar ont été perdus au cours du processus. 

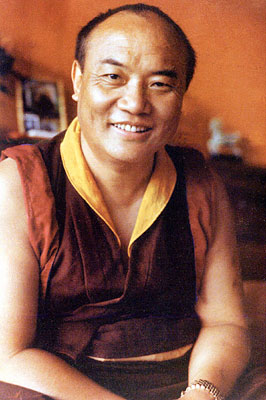
Le 16e Karmapa

Le monastère Tergar Rigdzin Katcholing s'est développé aux XVIIIe et XIXe siècles pour inclure une nonnerie, un petit shédra et deux centres de retraite. Un autre monastère, Namlong Gompa a aussi été créé. Le VIe Mingyour Rinpotché a supervisé les études de plus de 100 moines et 60 nonnes dans les monastères de Tergar avant de quitter le Tibet et de s’exiler, avec le XVIe Karmapa. Le gouvernement chinois a pillé les bâtiments du monastère et a emprisonné Gasé Rinpotché, la réincarnation du fils ainé du Ier Mingyour Rinpotché, qui était resté à Tergar. Il a été libéré de prison en 1982, et avec Péma Karpo Rinpotché, a commencé à reconstruire le monastère, avec un centre de retraite et une salle de sanctuaire. 

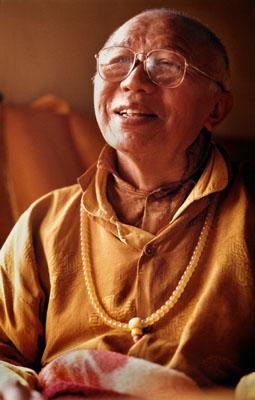
Tulkou Ourgyen Rinpotché

Tulkou Ourgyen Rinpotché a continué à transmettre les enseignements de la tradition Tergar, y compris les Dzogchen Désoum et les termas de Chokgyur Lingpa, avec des maitres, des lamas et les régents principaux des traditions Kagyü et Nyingma. Sa lignée familiale était la principale détentrice de la lignée Barom Kagyü et était également liée à la lignée Karma Kagyü. Il détenait les enseignements de trois grands maitres nyingma : Jamgön Kongtrül Lodrö Thayé, Jamyang Khyentsé Wangpo et Terchen Chokgyur Lingpa. 
L’actuel et 7e Mingyour Rinpotché (né en 1975) a reçu des transmissions Nyingma par son père, Tulkou Ourgyen Rinpotché, et Nyoshül Khenpo Rinpoché ainsi que des enseignements Kagyü du Taï Sitou Rinpotché et Saljay Rinpotché. Il a également intégré des façons modernes de présenter la philosophie bouddhiste et les pratiques de méditation, de compassion et de bienveillance à des personnes issues de croyances et d’origines très variées.

## Objectifs
La mission de la communauté bouddhiste tibétaine , est de « rendre la pratique ancienne de la méditation accessible au monde moderne », en tirant parti des pratiques de méditation qui ont été utilisées pendant des siècles pour « transformer la souffrance en joie et la confusion en sagesse »,.

## Programmes de méditation et d’étude
Des programmes sont proposés par Tergar à la fois aux personnes bouddhistes et non-bouddhistes, dans le cadre de groupes de pratique et de centres de méditation.
L'étude servant de base commence par trois séminaires intitulés « Joie de vivre », un programme qui enseigne comment la méditation « peut être utilisée pour calmer l'esprit, ouvrir le cœur et développer la sagesse ».
Vient ensuite la « Voie de la Libération », un programme  « conçu pour déraciner les causes de la souffrance et découvrir la conscience rayonnante qui sous-tend toute expérience »,. Cette Voie de la Libération se décline en deux sentiers, l’un fondé sur la pratique des préliminaires bouddhiques appelés ngöndro, et l’autre appelé « Nectar de la Voie », version recentrée sur le cœur des enseignements, avec moins de chants et de contemplations. Une pratique de Tara blanche parachève la Voie de la Libération.
À l’issue du sentier du ngöndro, une pratique de Vajrayogini et des Six yogas de Nāropa est dispensée ; des enseignements Mahamoudra et Dzogchen sont aussi transmis, notamment en lien avec la plateforme d’enseignement en ligne « Vajrayana Online ».

## Organisations

### Programmes, séminaires et groupes de pratique
Les groupes de méditation au sein de la communauté Tergar proposent des séminaires, des séances d’étude et de méditation. Tergar International encadre les programmes d’entrainement et le développement de matériaux d’étude et de pratique hors d’Asie. La Fondation Yongey, créée en 2003, s’occupe des activités internationales, des programmes, et de la publication de ressources.
Tergar a des groupes dans les pays suivants :
- Amérique du Nord : Canada, États-Unis, Mexique ;
- Europe : Allemagne, Danemark, Espagne, France, Royaume-Uni, Suisse, Ukraine ;
- Asie : Hong Kong, Inde, Indonésie, Malaisie, Népal, Russie, Singapour, Taïwan.
- Australie : Queensland.

En France, les groupes de méditation sont implantés à Besançon, Crest, Lyon, Paris, Rennes, Vannes. En Suisse, à Genève.

### Monastères

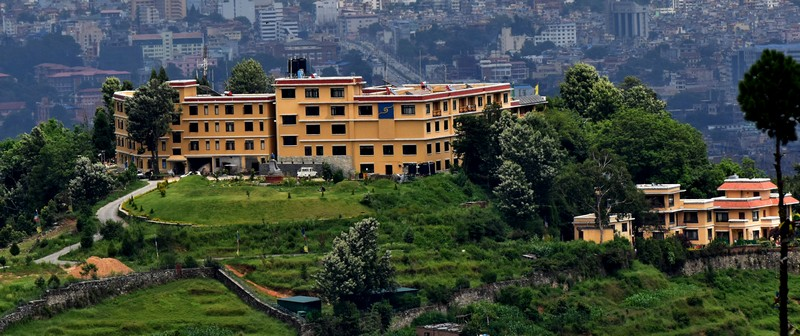
Le monastère Tergar Ösel Ling à Katmandou

Depuis la fondation de Tergar International en 2009, la Fondation Yongey se concentre sur le développement et l'entretien du monastère népalais Tergar Ösel Ling à Katmandou, du monastère de Tergar au Tibet oriental et du monastère indien de Tergar à Bodh Gaya,  ville où le Bouddha a atteint l’Éveil. La fondation Yongey soutient également le développement d’un monastère pour les nonnes de Tergar.

### Publications

#### En lien avec le programme «Joie de vivre»
- Yongey Mingyour Rinpotché (trad. de l'anglais par Christian Bruyat, préf. Matthieu Ricard), Bonheur de la méditation [« The Buddha, The Brain, and the Science of Happiness »], Fayard, mai 2010, 4e éd. (1re éd. 2007), 409 p. (ISBN 978-2-253-08494-5)
- Yongey Mingyour Rinpotché (trad. de l'anglais par Patrick Carré, préf. Matthieu Ricard), Bonheur de la sagesse : Accepter le changement et trouver la liberté, Espagne, Les liens qui libèrent, juin 2015 (1re éd. octobre 2011), 348 p. (ISBN 978-2-253-13169-4)

#### Autres publications
- Yongey Mingyour Rinpotché (trad. de l'anglais par Odile Demange, préf. Matthieu Ricard), De la confusion à la clarté : Guide des pratiques du bouddhisme tibétain [« Turning Confusion into Clarity. A Guide to the Foundation Practices of Tibetan Buddhism »], Fayard, février 2019 (1re éd. 2016), 592 p. (ISBN 978-2-253-18009-8)
- Yongey Mingyour Rinpotché (trad. de l'anglais par Odile Demange), Pour l’amour du monde : Les pérégrinations d’un moine bouddhiste [« In Love with the World: A Monk’s Journey Through the Bardos of Living and Dying »], Fayard, septembre 2019, 364 p. (ISBN 978-2-213-71275-8)